# 近无距凤仙花
近无距凤仙花（学名：Impatiens subecalcarata）是凤仙花科凤仙花属的植物，是中国的特有植物。分布在中国大陆的四川、云南等地，生长于海拔3,500米至3,700米的地区，一般生长在亚高山杂木林下以及山坡林缘，目前尚未由人工引种栽培。